# Mittelstille
Mittelstille ist eine Ortschaft in Thüringen mit circa 593 Einwohnern (31. Dezember 2007). Seit 1994 bildet sie einen Ortsteil der im Landkreis Schmalkalden-Meiningen gelegenen Stadt Schmalkalden.

## Geographische Lage
Der Ort liegt im Stillergrund zwischen dem Schmalkalder Stadtteil Näherstille und dem Schmalkalder Ortsteil Springstille an der Landesstraße 1118. Mittelstille wird von der Stille durchflossen, die in der Nähe der Ortschaft noch einige kleine Bäche aufnimmt.
Der größte Berg bei Mittelstille ist der Stiller Stein, welcher vulkanischen Ursprungs ist und dessen Gipfel aus Ton-Porphyr besteht. Neben dem Stiller Stein gibt es noch weitere Berge, deren Gipfel ebenfalls aus Tonporphyr bestehen – wie beispielsweise den Dörnberg, Goldberg, Franzenberg oder Ringberg.

## Geschichte
Im Jahr 1210 wurde Mittelstille urkundlich erstmals als „Stillamedio“ im Kopialbuch des Klosters Reinhardsbrunn erwähnt. Die Originalurkunde ist abhandengekommen, weitere frühe Ortserwähnungen folgten in der Nova Historia Smalcaldia –  Schreibweise „Mittelnstilla“ – im Jahr 1340. Bei einer Wildbahnuntersuchung der Henneberger am 21. August 1420 wurde im Henneberg Urbarium eine Kapelle zu „Mitteln Stilla“ erwähnt, die Schreibweise „Mittelstillen“ galt 1641.
Als erstes schriftlich belegbares Gebäude des Ortes taucht die „Neumülle“ in der Flur Mittelstille im Jahr 1589 auf.
Der Ort war stets eng mit der nahen Stadt und Herrschaft Schmalkalden verflochten, so gehörte der Ort zur Schmalkalder Pfarrgemeinde „St. Georgen“. Der nicht überlieferte Standort einer Kapelle bei Mittelstille, die 1420 erwähnt wird, gibt noch weitere Rätsel auf. Mit der Einführung der Reformation in Schmalkalden wurde auch die Mehrzahl der Einwohner in Mittelstille evangelisch. Alle kirchlichen Fest- und Feiertage sowie Beerdigungen wurden in Schmalkalden wahrgenommen, erst 1813 erhielt der Ort einen eigenen Friedhof. Die kirchliche und schulische „Versorgung“ besserte sich mit dem Bau der Simultanschule im Jahr 1864. Das Gebäude genügte wegen der geringen Einwohnerzahl die um 1850 etwa 240 Einwohner betrug.

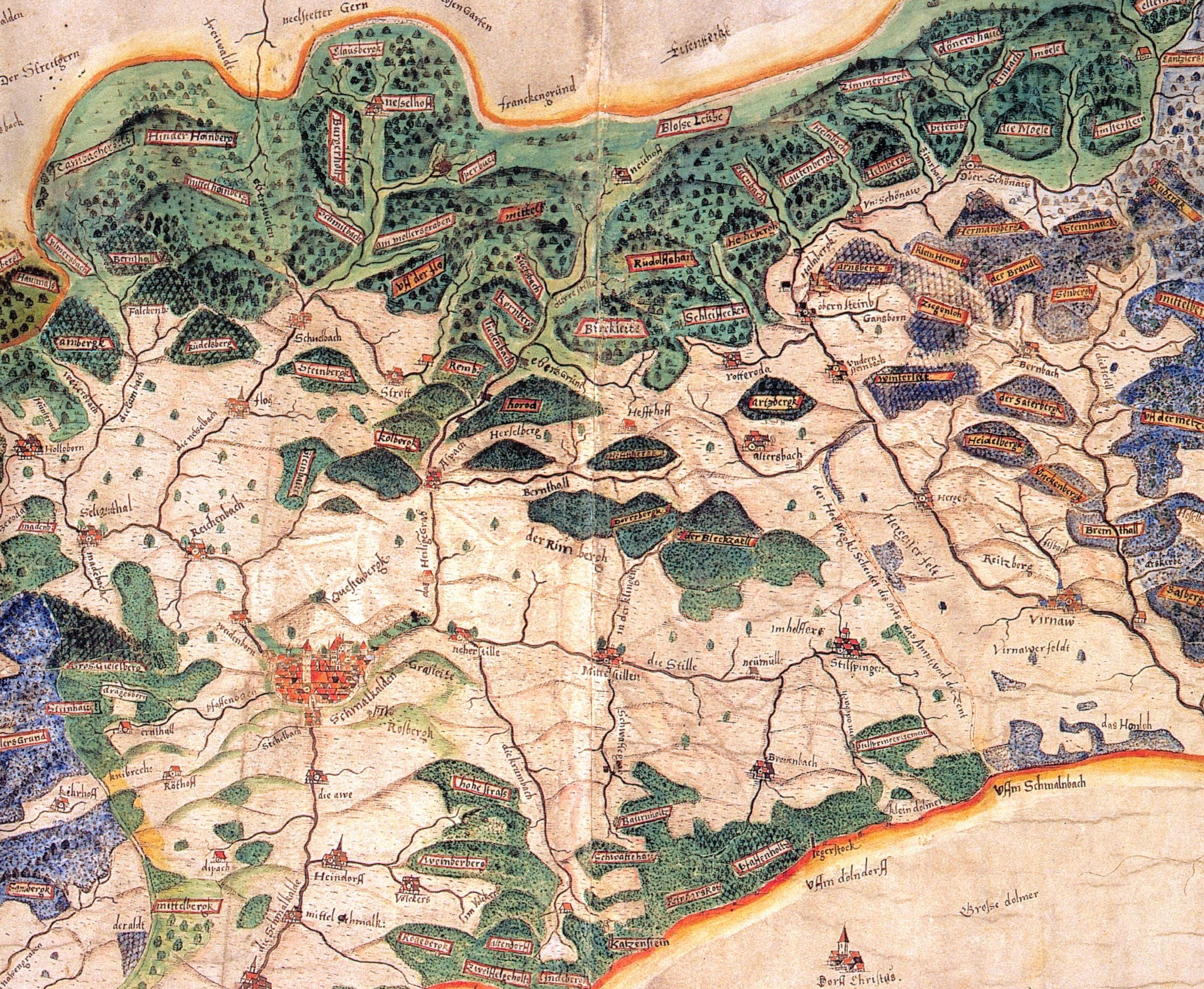
Diese hessische Amtskarte aus dem 16. Jahrhundert zeigt die Orte um Schmalkalden, der Ort Mittelstille und die Neumühle sind in der Kartenmitte dargestellt.

Die erste Schule entstand schon infolge der Reformation, der erste namentlich bekannte Lehrer war der Leinweber Georg Höfel aus Schmalkalden, der sich als Schuldiener in Mittelstille im Jahr 1648 besolden ließ.
Erste statistische Daten liegen aus dem Jahr 1769 vor:
37 bewohnte Gebäude mit 159 Menschen, darunter 34 Männer, 35 Weiber, 46 Söhne, 33 Töchter, ein Geselle, ein Lehrjunge, vier Knechte, sechs Mägde; darunter drei Müller, ein Wirt, zugleich Metzger, ein Hufschmied, ein Leinenweber, ein Geißelstückmacher (Peitschenmacher?) 25 Ackerleute (Bauern), in herrschaftlichen Dienst stehend ein Förster, ein Dorfschulze, ein Wiesenhüter; in Gemeindediensten stehend zwei Vorsteher, ein Schulmeister, ein Dorfknecht, ein Kuh – und ein Schweinehirte, zwei Schäfer sowie zwei Garnisonssoldaten (als Dorfpolizisten?). Ferner gibt es ein Backhaus und mehrere Mühlen.
Die 1819 wird der in Konkurs geratene Besitzer der Neumühle Heinrich Wilhelm Hartung obdachlos, der zugehörige Besitz der Neumühle wird versteigert. Die Untere Mühle ist 1845 neu errichtet worden; sie bestand etwa 40 Jahre und wurde bei einem Großbrand im Jahr 1886 bis auf die Grundmauern zerstört. Die Stille-Brücke in der Ortslage wurde 1863 erneuert und kostete 126 Taler.
Im Deutsch-Französischen Krieg (1870–1871) fallen 14 Männer aus Mittelstille, den deutschen  Kriegsteilnehmern zur Ehre spendet die Gemeinde 1889 einen Betrag von drei (!) Reichsmark zum Bau des Kyffhäuserdenkmals.
Der 17-jährige Ehrhard Eduard Krech bittet 1879 um Erlaubnis nach den Vereinigten Staaten auswandern zu dürfen. Eine spürbare Auswanderungswelle, wie beispielsweise in den Orten der Thüringer Rhön, fand in der wirtschaftlich gefestigten Schmalkalder Region nicht statt.
Die kulturelle Betätigung in Sängervereinen greift auf die Landorte über. Am 18. Juli 1886 treffen sich 13 Vereine am Ortsrand um das Sängerfest zu begehen. Die Teilnehmerzahl betrug 260 Sänger.
Der bereits erwartete Bau der Bahnstrecke nach Zella-Mehlis wird 1889 bis 1891 vollbracht. Die Inbetriebnahme der Bahnlinie von Schmalkalden nach Steinbach-Hallenberg wird am 13. Dezember 1891 gefeiert.
1889 wird wieder eine Mühle erbaut, sie wird dem Sohn des Müllers Wolf anvertraut.
Durch eine kreisärztliche Verordnung wird der Schulbetrieb 1895 für einige Wochen unterbrochen, die weitere Ausbreitung von Scharlachfieber und Diphtherie soll auf diese Weise verhindert werden.
Die statistischen Angaben des Jahres 1900:
58 Wohnhäuser mit 194 männlichen und 207 weiblichen Einwohnern, sieben Pferde, 241 Rindvieh, 147 Schafe, 154 Schweine, 84 Ziegen, 736 Stück Federvieh und 20 Bienenstöcke.
Als erster Sportverein wird der Turnverein am 18. Januar 1903 gegründet, bereits 25 Jahre besteht der Kriegerverein im Jahr 1904.
Der erste Anschluss an die Elektrizitätsversorgung erfolgt 1912, der Generator wird in Steinbach-Hallenberg betrieben und ist über eine Freileitung mit den Nachbarorten verbunden.
Als Kriegsteilnehmer fallen 22 Einwohner des Ortes im Ersten Weltkrieg sowie 35 Einwohner im Zweiten Weltkrieg zuzüglich zehn vermisster Einwohner.
1941 wird die obere Mühle stillgelegt, im Familienbesitz ist die untere Mühle im Mitteldorf.
Die Bauern schließen sich 1959 zur LPG „Stillergrund“ zusammen. Der Betrieb der unteren Mühle in Mittelstille wird 1971 eingestellt. Im gleichen Jahr vernichtet ein Großbrand ein landwirtschaftliches Gehöft am Mühlenweg. Die LPG „Heinrich Rau“ wird 1971 aus den kleinen und unrentablen örtlichen LPGs gebildet, der Verwaltungssitz des Agrarunternehmens wird in Mittelstille errichtet. Der LPG werden die landwirtschaftlichen Genossenschaftsflächen der Orte Trusetal, Seligental, Schmalkalden, Stiller Grund, Haseltal, Viernau und weiterer Orte übergeben.
Der kleine Ort Breitenbach wird 1974 nach Mittelstille eingemeindet. Der Ort wächst und erhält verschiedene öffentliche Gebäude und eine Kaufhalle, eine Betonbrücke sowie einen Sportplatz werden bewilligt. Im Dorf werden verschiedene Straßen kanalisiert, neue Trinkwasserleitungen verlegt und gepflastert. 1984 erhält der Ort eine Gemeinschaftsantennenanlage bewilligt. 1986 muss ein neuer Hochbehälter für die Trinkwasserversorgung gebaut werden.
Die ebenfalls „maroden Verhältnisse“ in der DDR führen 1989 zur friedlichen Revolution.
Mit der Einführung der Marktwirtschaft entstehen im Ort zahlreiche Handwerksbetriebe, ein Autohaus und verschiedene Dienstleistungsunternehmen.
Am 1. Juni 1994 wurde Mittelstille nach Schmalkalden eingemeindet.
Mit Mitteln der Dorferneuerung werden im Ort verschiedene Projekte und Gebäudesanierungen durchgeführt, sie dienen auch der Vorbereitung der 800-Jahr-Feier im Jahr 2010.

## Wappen
| Wappen von Mittelstille | Blasonierung: „In Rot mit silbernem Spitzenschildhaupt und goldenem Schildfuß, darin ein blauer Wellenbalken, vorn ein goldenes Eichenblatt und hinten ein goldenes Buchenblatt.“ |
| Wappen von Mittelstille | Wappenbegründung: Das Wappen wurde vom Heraldiker Frank Diemar gestaltet und am 9. Mai 1994 vom Thüringer Landesverwaltungsamt genehmigt.                                         |

## Sehenswürdigkeiten
- Das Gebäude einer Simultanschule in der Mitte des Ortes wurde 1864 errichtet, es diente der kleinen Gemeinde zugleich als Schule und Kirche. Die heutige Nutzung ist Dorfkirche,  Wohn- und Amtssitz des Ortsbürgermeisters.